# Strefa Wolaita

Mapa regionów i stref Etiopii.

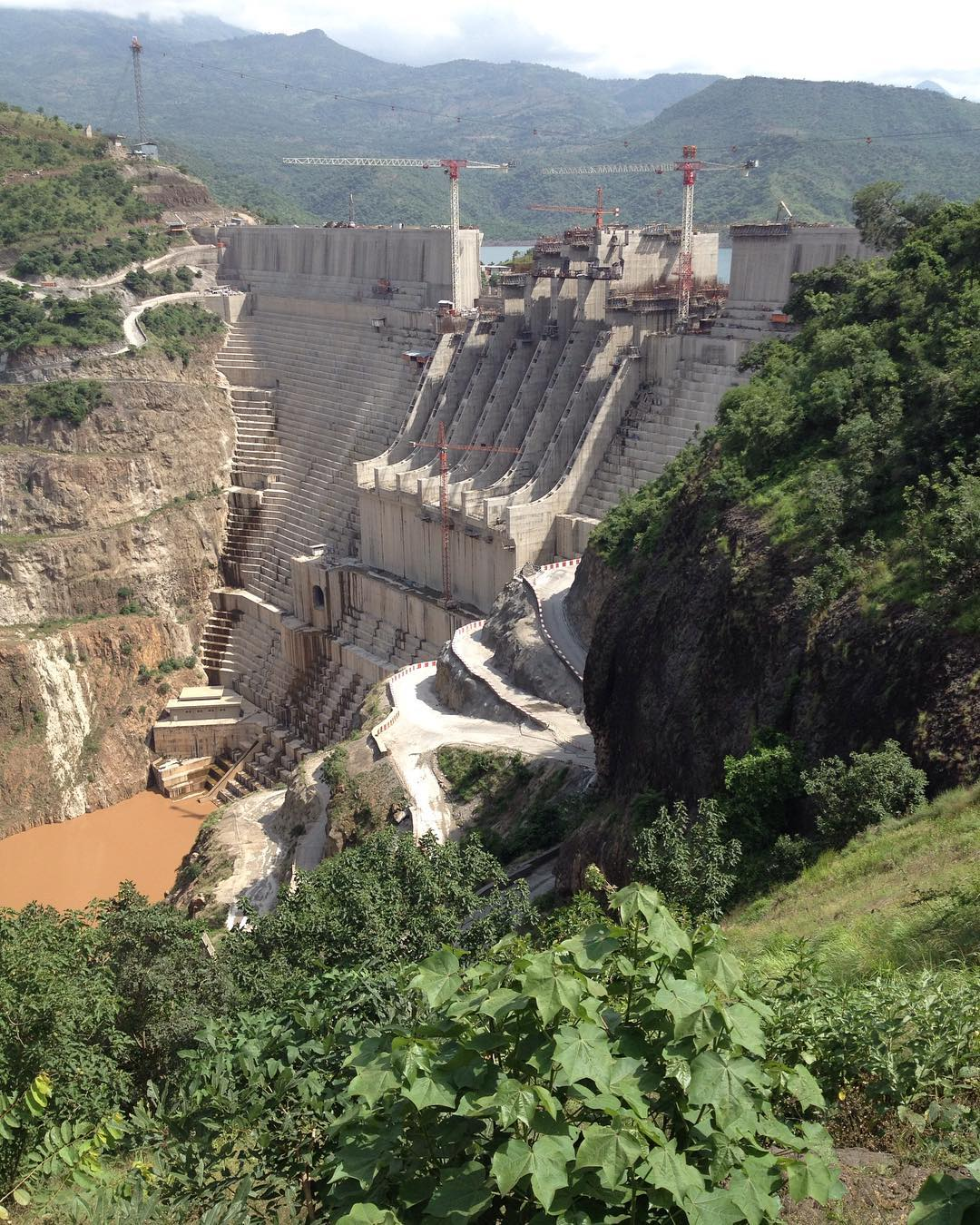
Zapora Gilgel Gibe III

Strefa Wolaita (Wolayita Zone) – obszar administracyjny w Etiopii, w Regionie Narodów, Narodowości i Ludów Południa. Nazwa obszaru pochodzi od ludu Wolaita, którego ojczyzna znajduje w strefie. Do najważniejszych miast należą: Soddo, Areka i Boditi.
W 2015 roku w strefie została otworzona trzecia co do wielkości elektrownia wodna w Afryce, o mocy około 1870 megawatów. Budowę zapory Gilgel Gibe III na rzece Omo rozpoczęto w 2006 roku. 

## Demografia
Na podstawie spisu ludności przeprowadzonego w 2007 roku, strefa miała całkowitą populację 2 473 190 mieszkańców, na powierzchni 4 208,64 km² (357 osób/km²). 11,5% stanowili mieszkańcy miast, a 1196 (0,08%) było pasterzami. 96,3% ludności należało do plemienia Wolaita, a pozostali pochodzili z innych plemion afrykańskich. Ponad 70% mieszkańców stanowią wyznawcy protestantyzmu.  

## Podział administracyjny
Wolaita składa się z 16 uered i 7 organów miejskich. Są to:
| - Abala Abaya - Areka (Miasto) - Bale Hawassa (Miasto) - Bayra Koysha - Boditi (Miasto) - Boloso Bombe - Boloso Sore - Damot Gale - Damot Pulasa - Damot Sore - Damot Weyde - Diguna Fango - Gasuba (Miasto) - Gununo (Miasto) - Hobicha - Humbo - Kawo Koysha - Kindo Didaye - Kindo Koysha - Offa - Sodo Zuria - Tebela (Miasto) - Wolayta Sodo (Miasto) |